# Werner Bucher
Werner Bucher (* 19. August 1938 in Zürich; † 15. Januar 2019 in Heiden AR) war ein Schweizer Schriftsteller, Herausgeber und Verleger.

## Leben
Werner Bucher arbeitete zunächst als Sportjournalist und Kulturredaktor. 1974 debütierte er mit dem Gedichtband Nicht solche Ängste, du … Im selben Jahr gründete er die vierteljährlich erscheinende Literaturzeitschrift orte und 1976 den orte-Verlag, in dem zeitgenössische Lyrik und Prosa sowie Kriminalromane erscheinen. Schwerpunkte des literarischen Programms sind die Förderung literarischer Talente und die Organisation von Literaturfestivals (aktuell die «Appenzeller Literaturtage» in Wald). Unter dem Pseudonym «Jon Durschei» publizierte Bucher einen Roman sowie eine Reihe von Kriminalromanen.
Werner Bucher lebte und wirtete mit seiner Frau Irene Bosshart auf der Rütegg bei Oberegg im Appenzellerland. Er war Mitglied der Schriftstellervereinigung Autorinnen und Autoren der Schweiz.

## Auszeichnungen (Auswahl)
- 1979 Werkjahr der Stiftung Pro Helvetia
- 1998 Einzelwerkpreis der Schweizerischen Schillerstiftung für Unruhen

## Werke (Auswahl)

### Lyrik
- Nicht solche Ängste, du … Bläschke Verlag, Darmstadt 1974.
- Eigentlich wunderbar, das Leben. Tagtag-Gedichte und Nachtnacht-Nachrichten. Classen Verlag, Zürich 1976.
- & jetzt das Glas, der Beton. In: Zeitzünder 1. Drei Gedichtbände in einem. orte-Verlag, Zürich 1976.
- Noch allerhand zu erledigen. 26 Gedichte. Pendo Verlag, Zürich 1980.
- Das bessere Ende. Eco Verlag, Zürich 1983, ISBN 3-85647-063-8.
- Dank an den Engel. In: Zeitzünder 3. Vier Gedichtbände in einem. orte-Verlag, Zürich 1987.
- Einst & jetzt & morgen. Pendo Verlag, Zürich 1989.
- Mouchette. Gedicht-Leporello. Verlag im Waldgut, Frauenfeld 1995, ISBN 3-7294-0212-9.
- Wegschleudern die Brillen, die Lügen. Verlag im Waldgut, Frauenfeld 1995, ISBN 3-7294-0226-9.
- Kandidaten im Schatten der Liebe. Mit Jürgen Stelling. orte-Verlag, Zürich 1997, ISBN 3-85830-092-6.
- Wenn der Zechpreller gewinnt. Pendo Verlag, Zürich 1997.
- Weitere Stürme sind angesagt. Nachrichten aus Zürich, dem Appenzeller Vorderland etc. Appenzeller Verlag, Herisau 2002, ISBN 3-85882-330-9.
- Den Fröschen zuhören, den toten Vätern. Gedichte und buchersche Elegien vom Schloss Heidegg. Rauhreif Verlag, Zürich 2005, ISBN 3-907764-56-0.
- Du mit deinem leisen Lächeln. Verlag im Waldgut, Frauenfeld 2007, ISBN 3-03740-363-2.

### Prosa
- Tour de Suisse. Ein Rapport. Sauerländer, Aarau 1977.
- Die Wand. Roman. Sauerländer, Aarau 1978.
- Ein anderes Leben. Versuch, sich einem Unbekannten anzunähern. Roman. Eco, Zürich 1981, ISBN 3-85637-037-4.
- Was ist mit Lazarus? Roman. Edition Erpf, Bern 1989.
- Schattenberge oder Das gottverdammte Entlebuch. Unter dem Pseudonym Jon Durschei. orte, Zürich 1996, ISBN 3-85830-083-7.
- Unruhen. Roman. Appenzeller, Herisau 1998, ISBN 3-85882-209-4.
- Im Schatten des Campanile. Roman. Appenzeller, Herisau 2000, ISBN 3-85882-297-3.
- Die schlafende Santa Maria von Vezio und andere Geschichten. Rauhreif, Zürich 2007, ISBN 978-3-907764-71-8.
- Fladehus, Robert Walser, Seelig & Co. Erzählungen. Littera Autoren Verlag, Zürich 2009, ISBN 978-3-906731-32-2.

### Kriminalroman (Pseudonym Jon Durschei)
- Mord in Mompé. Mit Irmgard Hierdeis. orte-Verlag, Zürich 1987, ISBN 3-85830-039-X.
- Mord über Waldstatt. orte-Verlag, Zürich 1988, ISBN 3-85830-047-0.
- War’s Mord auf der Meldegg? orte-Verlag, Zürich 1992, ISBN 3-85830-059-4.
- Mord am Walensee. orte-Verlag, Zürich 1993, ISBN 3-85830-064-0.
- Mord in Luzern. orte-Verlag, Zürich 1994, ISBN 3-85830-071-3.
- Mord im Zürcher Oberland. orte-Verlag, Zürich 1995, ISBN 3-85830-075-6.
- Mord in Stein am Rhein. orte-Verlag, Zürich 1998, ISBN 3-85830-093-4.
- Mord in Wald AR. orte-Verlag, Zürich 2010, ISBN 978-3-85830-157-4.

### Anthologien und Literaturzeitschriften (Auswahl)
- Ralph Grüneberger (Hrsg.)/Gesellschaft für zeitgenössische Lyrik. Poesiealbum neu. Ausgabe 1/2010.

### Sachbuch
- Schweizer Schriftsteller im Gespräch. Mit Georges Ammann. 2 Bände. Reinhardt, Basel 1970/71.
- Der Energiesparer. Fachverlag, Zürich 1977.
- Urwaldhus, Tierhag, Ochsenhütte & Co. Die schönsten Ostschweizer Beizen. Mit René Sommer. orte-Verlag, Zürich 1997; 5., erw. Ausg. 2003, ISBN 3-85830-120-5; 6., erw. Aufl., mit Jolanda Fäh, 2009.

### Herausgabe
- orte. Literaturzeitschrift. Fünf Ausgaben p. a. orte-Verlag, Zürich/Oberegg 1974 ff.
- Poesie-Agenda. Illustrierte Anthologie und Lyrikkalender. Mit Jürgen Stelling. orte-Verlag, Zürich/Oberegg 1984 ff. (seit).